# Хенрих Визнер
Хенрих Визнер е чешки пианист, диригент и музикален педагог, работил и творил в България.

## Биография
Роден е на 16 февруари 1864 г. в Прага, Австрийска империя. Учи пиано, хармония, композиция и диригентство при Фрейчи, К. Щекер и др. в Пражката консерватория, която завършва през 1882 г. Участва в откриването на Народния театър в Прага. Работи като помощник-диригент на военния духов оркестър в Кремз. През 1887 г. пристига в България по покана на правителството. До 1890 г. е капелмайстор на 1-ви конен полк, а до 1908 г. – на 1-ви пехотен полк. Участва в сформирането на Столичната оперната-драматическа трупа през 1891 г. През 1904 г. участва в основаването на Частното музикално училище в София. От 1908 г. съдейства на Българската оперна дружба. Негови ученици са Панчо Владигеров, Тамара Янкова, Елена Янкова, Любомир Пипков, Люба Панайотова, Олга Николаева и др. Член е на Българския музикален съюз. Умира на 10 януари 1951 г.